# Luz Valdivieso
Pour les articles homonymes, voir Valdivieso.
Luz María Valdivieso Ovalle (née le 1er juillet 1977 à Santiago) est une actrice chilienne.

## Filmographie
| Films | Films              | Films  | Films              |
| Année | Titre              | Rôle   | Réalisateur        |
| ----- | ------------------ | ------ | ------------------ |
| 2004  | No me toques       |        | Mauro Bravo        |
| 2006  | Casa de remolienda | Isaura | Joaquín Eyzaguirre |
| 2012  | Caleuche           | Amanda | Jorge Olguín       |

## Télévision

### Telenovelas
| Telenovelas | Telenovelas           | Telenovelas                           | Telenovelas |
| Année       | Titre                 | Rôle                                  | Chaîne      |
| ----------- | --------------------- | ------------------------------------- | ----------- |
| 2001        | Piel Canela           | Ana "Anita" Moreno                    | Canal 13    |
| 2002        | Buen Partido          | Estefanía Roberts                     | Canal 13    |
| 2003        | 16                    | Alejandra Moretti                     | TVN         |
| 2004        | Ídolos                | Natalia Medina                        | TVN         |
| 2004        | 17                    | Alejandra Moretti                     | TVN         |
| 2005        | Los Treinta           | Simona Bórquez                        | TVN         |
| 2005        | Versus                | Vanessa Carrera                       | TVN         |
| 2006        | Disparejas            | Javiera Avendaño                      | TVN         |
| 2006        | Floribella            | Agustina Santillán                    | TVN         |
| 2007        | Alguien te mira       | Tatiana Wood                          | TVN         |
| 2007        | Amor por Accidente    | Adriana Cicarelli                     | TVN         |
| 2009        | Los Exitosos Pells    | Sol Costa                             | TVN         |
| 2009-2010   | Conde Vrolok          | Montserrat Vrolok / Monserrat Batista | TVN         |
| 2010        | La Familia de al lado | Ignacia Fabres                        | TVN         |
| 2012        | Reserva de familia    | Lucía Rivera                          | TVN         |
| 2012-2013   | Separados             | Carolina "Carola" Cavada              | TVN         |
| 2014        | El amor lo manejo yo  | Laura Green                           | TVN         |
| 2014        | No abras la puerta    | Isabel Tobar                          | TVN         |

### Séries
| Séries télévisées | Séries télévisées            | Séries télévisées | Séries télévisées |
| Année             | Titre                        | Rôle              | Chaîne            |
| ----------------- | ---------------------------- | ----------------- | ----------------- |
| 2002              | La vida es una lotería       | María             | TVN               |
| 2006              | Tiempo final: en tiempo real | Cynthia           | TVN               |

## Théâtre
- H (Hiroshima Mon Amour / Version)
- Los borrachos
- De ratones y de hombres
- La caída de la xasa Usher
- Top Rogs
- Tres Nnoches de un sábado

## Publicité
- Johnson's : Protagoniste avec Mónica Godoy et María Elena Swett.
- Head & Shoulders : Protagoniste.

### Sources
- (en) Cet article est partiellement ou en totalité issu de l’article de Wikipédia en anglais intitulé « Luz Valdivieso » (voir la liste des auteurs).

- (es) Cet article est partiellement ou en totalité issu de l’article de Wikipédia en espagnol intitulé « Luz Valdivieso » (voir la liste des auteurs).